# Big Time Rush (serial)
Big Time Rush este un serial de televiziune american care a fost difuzat pe Nickelodeon din 28 noiembrie 2009 până la 25 iulie 2013. A fost creat de către Scott Fellows. Serialul se concentrează pe aventurile de la Hollywood a patru jucători de hochei de la Minnesota, Kendall, James, Carlos și Logan, după ce sunt selectați pentru a alcătui o formație muzicală. 
Seria a avut premiera cu un episod pilot de o oră, Big Time Audition, pe Nickelodeon, la 28 noiembrie 2009. Episodul oficial de debut a avut premiera pe 18 ianuarie 2010, câștigând 6,8 milioane de telespectatori, devenind unul dintre cele mai bine cotate episoade de debut ale unui serial live-action pe care Nickelodeon le-a avut vreodată. Sezonul al doilea sezon a avut premiera pe 25 septembrie 2010 Pe 24 mai 2011, Big Time Rush a fost reînnoit pentru un al treilea sezon cu producția programată să înceapă ianuarie 2012. Sezonul al treilea a avut premiera 12 mai 2012. Pe 10 martie 2012, o adaptare de film numită "Big Time Movie", bazat pe serial, a avut premiera. Pe 6 august 2012, Nickelodeon a reînnoit Big Time Rush pentru un al patrulea sezon. Producția a început pe data de 7 ianuarie 2013, cu al patrulea sezon având premiera pe 2 mai 2013. Pe 25 iulie 2013, a fost difuzat episodul final al seriei, Big Time Dreams. Serialul de 74 episoade se întinde pe parcursul a patru sezoane în patru ani. Big Time Rush este al treilea cel mai lung serial live-action difuzat pe Nickelodeon după All That și iCarly.

## Personaje
- Kendall Schmidt este Kendall Knight, liderul trupei
- James Maslow este James Diamond, cel mai frumos din trupă
- Carlos Pena, Jr. este Carlos Garcia, nebun, amuzant
- Logan Henderson este Logan Mitchell, cel mai deștept
- Ciara Bravo este Katie Knight, sora lui Kendall
- Stephen Kramer Glickman este Gustavo Rocque, managerul băieților
- Tanya Chisholm este Kelly Wainwright, asistenta lui Gustavo

## Filme
- Big Time Audition
- Big Time Concert
- Big Time Christmas
- Big Time Beach Party
- Big Time Movie
- Big Time Dreams

## Episoade speciale
- "Șapte Secrete cu Big Time Rush"
- "Big Time Rush: Viața din Times Square"
- "Big Time Rush: Hello London" (Numai pe Nick UK & Ireland)
- "MTV Live With Big Time Rush" (Numai pe MTV (UK & Ireland) și Nick UK & Ireland)
- "Big Time Rush: Muzica sună mai bine cu tine"
- "Big Time Tour"
- "Big Time Rush Concert Special: Party All Night"
- "Big Time Dreams"

## Premii și nominalizări
| Anul | Premiul                             | Categoria                                                                  | Câștigător(i)                                                                          | Rezultat     |
| ---- | ----------------------------------- | -------------------------------------------------------------------------- | -------------------------------------------------------------------------------------- | ------------ |
| 2010 | 2010 Australian Kids' Choice Awards | Fave TV Star                                                               | Big Time Rush                                                                          | Nominalizare |
| 2010 | Casting Society of America          | Outstanding Achievement in Casting - Children's Series Programming         | Tara-Anne Johnson Carol Goldwasser Sharon Chazin Lieblein Howard Meltzer Geralyn Flood | Nominalizare |
| 2011 | 2011 Kids' Choice Awards            | Favorite TV Show                                                           | Big Time Rush                                                                          | Nominalizare |
| 2011 | 2011 UK Kids' Choice Awards         | Nick UK's Favourite Show                                                   | Big Time Rush                                                                          | Nominalizare |
| 2011 | 2011 Australian Kids' Choice Awards | Fave TV Star                                                               | Big Time Rush                                                                          | Nominalizare |
| 2011 | Young Artist Awards                 | Best Performance In A TV Series - Guest Starring Young Actor 18-21         | Thomas Kasp                                                                            | Nominalizare |
| 2011 | Young Artist Awards                 | Best Performance In A TV Series - Recurring Young Actor Ten and Under      | Tucker Albrizzi                                                                        | Nominalizare |
| 2011 | Young Artist Awards                 | Best Performance In A TV Series - Recurring Young Actress 17-21            | Erin Sanders                                                                           | Câștigat     |
| 2011 | Youth Rocks Awards                  | Rockin' Ensemble Cast (TV/ Comedy)                                         | Big Time Rush                                                                          | Nominalizare |
| 2011 | Kids' Choice Awards Mexico          | Favorite International Show                                                | Big Time Rush                                                                          | Câștigat     |
| 2011 | Kids' Choice Awards Argentina 2011  | Favorite International TV Show                                             | Big Time Rush                                                                          | Nominalizare |
| 2011 | Meus Prêmios Nick Brazil            | Favorite TV Show                                                           | Big Time Rush                                                                          | Nominalizare |
| 2012 | Young Artist Awards                 | Best Performance In A TV Series - Supporting Young Actress                 | Ciara Bravo                                                                            | Nominalizare |
| 2012 | Young Artist Awards                 | Best Performance In A TV Series - Guest Starring Young Actor Ten and Under | Tucker Albrizzi                                                                        | Nominalizare |
| 2012 | Young Artist Awards                 | Best Performance In A TV Series - Recurring Young Actress 17-21            | Erin Sanders                                                                           | Câștigat     |
| 2012 | Kids' Choice Awards Mexico          | Favorite International Show                                                | Big Time Rush                                                                          | Nominalizare |
| 2012 | Kids' Choice Awards Argentina       | Favorite International TV Show                                             | Big Time Rush                                                                          | Nominalizare |
| 2012 | TV Grama Awards                     | International Pop Series                                                   | Big Time Rush                                                                          | Nominalizare |
| 2012 | Hollywood Teen TV Awards            | Favorite Television Actor                                                  | Kendall Schmidt                                                                        | Nominalizare |
| 2013 | 2013 Kids' Choice Awards            | Favorite TV Actor                                                          | Carlos Pena                                                                            | Nominalizare |
| 2013 | Kids Choice Awards México 2013      | Favorite International TV Show                                             | Big Time Rush                                                                          | Nominalizare |
| 2013 | Kids Choice Awards Argentina        | Favorite International Program                                             | Big Time Rush                                                                          | Câștigat     |
| 2014 | Kids Choice Awards Colombia         | Favorite International TV Series                                           | Big Time Rush                                                                          | Câștigat     |
| 2014 | Kids Choice Awards Argentina        | Favorite International TV Series                                           | Big Time Rush                                                                          | În așteptare |